# Edgar Allison Peers
Edgar Allison Peers   (Leighton Buzzard, 7 de maig de 1891 - Liverpool, 21 de desembre de 1952) fou un hispanista, pedagog i traductor anglès.

## Biografia

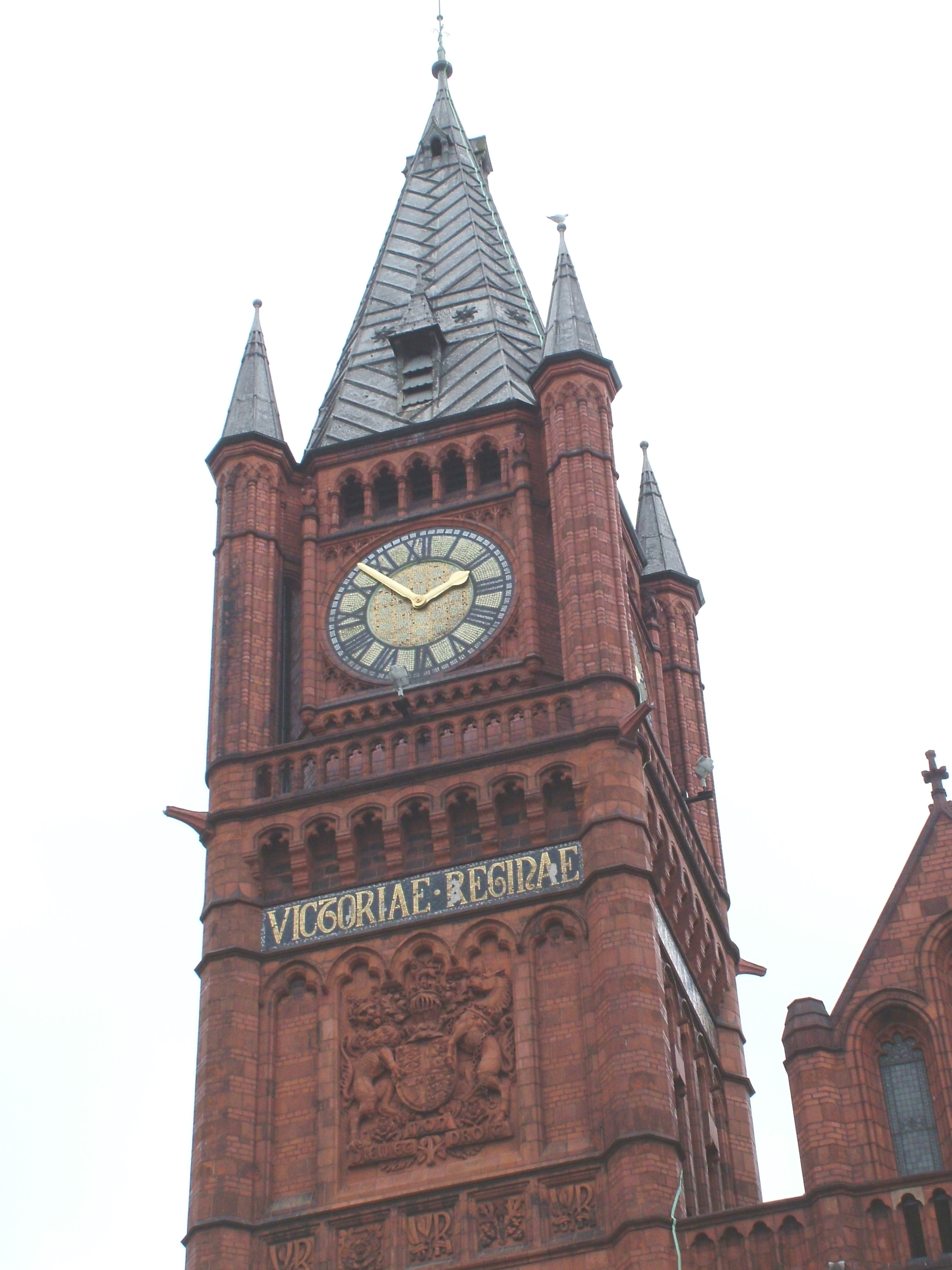
El Victoria Building de la Universitat de Liverpool ha estat dissenyat per Alfred Waterhouse i va obrir les portes el 1892. Igual que molts edificis de la Universitat Victòria, està fet de maons vermells.

Fill únic de John Thomas Peers (1860 - 1944) i la seva dona Jessie Dale (1865 - 1951), entre 1892 i 1903 la seva família es va desplaçar diverses vegades de manera que el nen va haver d'estudiar a escoles elementals molt diferents, en l'última de les quals va començar a estudiar castellà. Després va prosseguir els seus estudis en el Christ's College de Cambridge i va obtenir el títol de batxiller en Arts en 1910, a Londres. Va ser després a impartir classes en Cambridge, en 1912; a l'any següent va obtenir el premi Harness i el seu diploma com a professor. Durant cinc anys va ser professor de llengües modernes en Mill Hill, Felsted, Essex i després en Wellington. Entre 1914 i 1920 va publicar diferents estudis sobre literatura anglesa i francesa i en 1918 va fundar la Modern Humanities Research Association, de la qual va ser secretari honorari durant onze anys i president en el bienni 1931-1932.
Va ser lector d'espanyol a la Universitat de Liverpool en 1920 i va exercir la càtedra Gilmour d'espanyol des de 1922 fins a la seva mort; en aquest comès va introduir l'estudi d'altres literatures hispàniques en el seu departament, com la portuguesa i la  catalana. Va difondre l'Hispanisme per Gran Bretanya i en 1923 va fundar el Bulletin of Hispanic Studies, una de les revistes clàssiques sobre literatura hispànica. El 19 de març de 1924 es va casar amb Marion Young, de la qual no va tenir descendència. En 1926 va traduir del català a l'anglès la Blanquerna de Ramon Llull i en 1929 va publicar la biografia del famós filòsof i místic català, de la qual va fer un resum posterior (Fool of love, 1946). Va traduir a més a l'anglès el més important dels seus escrits místics, el Llibre d'Amic e Amat (part del Blanquerna) (1923), l'Arbre de filosofia d'amor (1925), el Llibre de les bèsties (1927) i la Vida coetània (1927).
En 1927 i 1930 va imprimir els dos volums dels seus Studies of the Spanish Mystics i entre 1928 i 1929 fou professor visitant de literatura anglesa a Madrid, com ho va anar així mateix a la Universitat de Colúmbia entre 1929 i 1930 i en altres com la de Nou Mèxic i Califòrnia. En 1930 va publicar Spain, a Companion to Spanish Travel i en 1932 The Pyrenees, French and Spanish, el mateix any en què va ser designat lector a la Universitat de Nova York i lector centenari a la Universitat de Cambridge. Va fundar l'Institute of Hispanic Studies de Liverpool en 1934 i l'any següent acaba la seva traducció a l'anglès de les Obras completas de San Juan de la Cruz en tres volums, que va influir notablement en alguns passatges dels Four quartets del poeta T. S. Eliot.
La tragèdia de la guerra civil espanyola el trastornà profundament. En 1936 va publicar The Spanish Tragedy i en 1937 Catalonia infelix. En 1939, Spain, the Church and the Orders, el mateix any en què va ser designat lector taylorià de la Universitat d'Oxford. De 1940 és la seva famosa History of the Romantic Movement in Spain (2 vols.), on nega l'existència del Romanticisme a Espanya stricto sensu; el mateix any edita el seu The Spanish Dilemma i en 1943 Spain in Eclipse. Des d'aquest any fins a 1946 va dirigir el Hispanic Council. En 1946 acaba la seva traducció de les Obras completas de Santa Teresa de Ávila, també en tres volums, encara que li faltaven dos volums d'epistolari.
Ja a la fi de la seva vida i sota el pseudònim de Bruce Truscot, va publicar tres polèmics i influents llibres autobiogràfics que satiritzen el sistema educatiu anglès, especialment el referit a les noves universitats: Redbrick University (1943), Redbrick and these Vital Days (1945) i First Years at the University (1946). Aquestes obres van aixecar una gran polseguera i van contribuir a replantejar el problema de l'educació superior anglesa a finals de la Segona Guerra Mundial. En 1947 va rebre el doctorat honoris causa de la Universitat de Glasgow i en 1951 va imprimir la seva traducció de les cartes de Santa Teresa de Ávila en dos volums. Va rebre la medalla de la Hispanic Society of America i va ser nomenat membre honorari de la American Academy of Arts and Sciences, en 1947 de la Secció Històrico-Arqueològica de l'Institut d'Estudis Catalans i el 1952 de l'Acadèmia de Bones Lletres.
Va fer un viatge a Espanya en 1950 del qual va escriure un diari encara inèdit. Va reunir una col·lecció considerable de llibres, pamflets i documents sobre la Guerra Civil espanyola que constitueix la Col·lecció Peers de la Biblioteca de la Universitat de Liverpool.

## Obra
Va escriure uns 60 llibres, entre els quals poden ressaltar-se quatre interessos principals: 
- L'ascètica i la mística espanyola en castellà i català, a la qual va consagrar els Studies of the Spanish Mystics (dos vols., 1927 i 1930), i alguns estudis sobre Ramon Llull, així com la traducció de l'obra completa de San Juan de la Cruz i Santa Teresa de Ávila, i altres obres relacionades com Spain, the Church and the Orders (1939).
- La seva anàlisi de l'origen i desenvolupament del Romanticisme espanyol, The History of the Romantic Movement in Spain (1940), en què va arribar a la conclusió que el Romanticisme espanyol no va arribar a quallar i va ser superficial.
- Els seus escrits sobre la Guerra Civil espanyola: The Spanish Tragedy (1936), Catalonia infelix (1937), The Spanish Dilemma (1940) i Spain in Eclipse (1943).
- La seva crítica i sàtira del sistema educatiu anglès a través dels llibres autobiogràfics que va publicar sota el pseudònim "Bruce Truscot": Redbrick University (1943), Redbrick and these Vital Days (1945) i First Years at the University (1946).

## Obres
- The Poems Of Manuel de Cabanyes (1923)
- The History of the Romantic Movement in Spain (1940), traduïda a l'espanyol com Historia del movimiento romántico español; per José María Gimeno, Madrid: Gredos, 1973, 2 vols.
- Studies of the Spanish Mystics (1927-1930)
- Granada New York: Alfred A. Knopf, 1929
- The Spanish Tragedy (1936)
- Catalonia infelix (1937)
- Spain, the Church and the Orders (1939).
- The Spanish Dilemma (1940)
- Spain in Eclipse (1943).
- Redbrick University (1943)
- Redbrick and these Vital Days (1945).
- First Years at the University (1946)